# Diourbel
Diourbel (Serere: Jurbel, wòlof: Njaaréem) és una ciutat del Senegal a l'est de Thiès. És capital de la regió de Diourbel. Tenia una població estimada el 2007 de 100.445 habitants
Té una mesquita i una indústria local de cacauets.